# گل‌کوب کلاه‌زیتونی
گل‌کوب کلاه‌زیتونی (نام علمی: Dicaeum nigrilore) نام یک گونه از سرده گل‌کوب‌های اصلی است.